# Christine King Farris
Willie Christine King Farris (Atlanta, Georgia, 11 de septiembre de 1927 - Atlanta, Georgia, 29 de junio de 2023) fue una maestra y activista de los derechos civiles estadounidense. Era la hermana mayor de Martin Luther King Jr. Dio clases en Spelman College y escribió varios libros. Además fue oradora pública sobre varios temas, incluida la familia King, la educación multicultural y la enseñanza.

## Educación y carrera
King Farris se licenció en economía en el año 1948 en la Spelman College de Atlanta, donde también asistieron su madre y su abuela. No pudo continuar sus estudios en la Universidad de Georgia como deseaba porque en ese momento no admitía estudiantes negros.
King Farris luego asistió a la Universidad de Columbia en Nueva York y recibió una maestría en fundamentos sociales de la educación en 1950. Obtuvo una segunda maestría en educación especial en 1958.
King Farris tuvo su primer acercamiento al trabajo profesional como maestra en la escuela primaria WH Crogman en Atlanta en 1950. Allí asistían principalamente estudiantes de hogares negros de bajos ingresos. Luego volvió a Spelman como directora del Programa de Lectura Para Estudiantes de Primer Año en 1958. Farris ocupó una cátedra titular en educación y fue directora del Centro de Recursos de Aprendizaje durante 48 años antes de jubilarse en 2014.
King Farris ocupó el rol, durante muchos años, de vicepresidenta y tesorera del Centro King para el Cambio Social No Violento y participó activamente en la Asociación Internacional de Lectura. Además, colaboró en diferentes organizaciones cívicas y eclesiásticas, tales como la Asociación Nacional para el Avance de las Personas de Color y la Conferencia de Liderazgo Cristiano del Sur . Ella escribió un libro para niños, My Brother Martin, y publicó su autobiografía llamada Through It All: Reflections on My Life, My Family, and My Faith .

## Familia
Nacida en Atlanta el 11 de septiembre de 1927, King Farris fue la primera y única hija de Martin Luther King Sr. y Alberta Williams King. Era la hermana mayor de Martin Luther King Jr. y AD King . 
Los tres hermanos vivieron con su abuelo, Adam Daniel Williams, durante sus primeros años. Él falleció el 21 de marzo de 1931. Se casó con Isaac Newton Farris Sr. el 19 de agosto de 1960 y tuvieron dos hijos: Isaac Newton Farris Jr. y Angela Christine Farris Watkins.

### Tragedias familiares
King Farris sufrió el asesinato de su hermano Martin en 1968, el ahogamiento accidental de su hermano AD en 1969 y el asesinato de su madre en 1974. Como consecuencia de esto ella no regresó a Memphis, Tennessee luego de recuperar el cuerpo de su hermano tras su asesinato. 
En los últimos años, asistió a los funerales de su cuñada Coretta Scott King (fallecida el 30 de enero de 2006) y su sobrina Yolanda King (fallecida el 15 de mayo de 2007). 
No asistió al XL aniversario del asesinato de su hermano realizado en abril del 2008, porque los recuerdos de su última visita a Memphis le generaban mucho dolor, como indicó en una entrevista con la CNN. Su esposo, Isaac Newton Farris Sr., murió el 30 de diciembre de 2017, a la edad de 83 años.

## Muerte
King Farris murió en Atlanta el 29 de junio de 2023, a la edad de 95 años. Su muerte fue anunciada por Antavius Weems, el abogado de su familia. 